# Jim Dunnigan
James F. Dunnigan (nascido em 8 de agosto de 1943) é um autor, escritor, analista político-militar, consultor do Departamento de Estado, e projetista de wargames atualmente vivendo em Nova York, notável pela sua produção de jogos de guerra

## Carreira
Dunnigan nasceu no Condado de Rockland. Após o colegial, ele se ofereceu para entrar no exército em vez de esperar para ser convocado. De 1961 a 1964 trabalhou como técnico de reparação do míssil balístico Sergeant, que incluiu uma excursão à Coreia. Mais tarde, ele participou da Pace University estudando contabilidade, então transferido para a Columbia University, graduando-se com uma licenciatura em história em 1970.
Enquanto ainda estava na faculdade, ele se envolveu em jogos de guerra. Ele projetou o jogo Jutland, que a Avalon Hill publicou em 1967, seguindo-se com o 1914 no ano seguinte, e PanzerBlitz em 1970, que eventualmente vendeu mais de 300.000 cópias. Enquanto isso, ele fundou sua própria companhia, Simulations Publications Inc. (SPI), que criava jogos e publicou a revista Strategy & Tactics.
Entre 1966 e 1992 projetou mais de 100 wargames e outras simulações de conflito, iniciando em 1969, com Up Against the Wall, Motherfucker sobre a tomada do campus da Universidade de Columbia por estudantes na primavera de 1968 (que ele testemunhou como um espectador ) ao gigantesco jogo-montro (monstergame) War in Europe, para o on-line Hundred Years' War, que está em funcionamento desde 1992.
Em 1979 escreveu o livro The Complete Wargames Handbook, e em 1980 How to Make War.
Além de escrever, Dunnigan é um dos principais na StrategyWorld.Com e o editor-chefe da StrategyPage.Com. Podcasts de seus comentários sobre história, assuntos militares, e do mundo contemporâneo são regularmente publicado na StrategyPage.Com e na Instapundit.com
Dunnigan regularmente dá palestras em instituições militares e acadêmicas, como por exemplo no Chief of Naval Operations Strategic Studies Group, em Newport, Rhode Island, Georgia Institute of Technology, no Air War College, e no New York Military Affairs Symposium

## Prêmios/reconhecimento
Em 1975, Dunnigan foi empossado na Academy of Adventure Gaming Arts & Design Hall of Fame. Em 1999 a revista Pyramid nomeou-o como uma das pessoas mais influentes do milênio "pelo menos no reino dos jogos de aventura". Dunnigan recebeu em 2005 o Prêmio Charles S. Roberts.

## Livros Publicados
- (colaborador) Wargame Design: The History, Production and Use of Conflict Simulations, Simulations Publications, 1977. ISBN 0-917852-01-X.
- (como editor e co-autor) The Russian Front: Germany's War in the East, 1941-45 (also published as The Russian Campaign), Arms and Armour, 1978. ISBN 0-85368-152-X.
- (com William Martel) How to Stop a War: The Lessons of Two Hundred Years of War and Peace, Doubleday, 1987. ISBN 0-385-24009-0.
- (com Austin Bay) From Shield to Storm: High-Tech Weapons, Military Strategy and Coalition Warfare in the Persian Gulf, William Morrow, 1991. ISBN 0-688-11034-7.
- (com Albert Nofi) Shooting Blanks: War Making That Doesn't Work, 1991. ISBN 0-688-08947-X.
- The Complete Wargames Handbook: How to Play, Design and Find Them, Revised edition, William Morrow, 1992. ISBN 0-688-10368-5. (online version)
- How to Make War: A Comprehensive Guide to Modern Warfare for the Post-Cold War Era, 3.ª ed., William Morrow, 1993. ISBN 0-688-12157-8.
- (com Albert Nofi) Medieval Life and the Hundred Years War (200,000 word online book, 1994)
- (com Albert Nofi) Dirty Little Secrets of World War II: Military Information No One Told You About the Greatest, Most Terrible War in History, William Morrow, 1994. ISBN 0-688-12235-3.
- (com Albert Nofi) Victory at Sea: World War II in the Pacific, William Morrow, 1995. ISBN 0-688-14947-2.
- Digital Soldiers, St. Martin's, 1996. ISBN 0-312-14588-8.
- (com Daniel Masterson) The Way of the Warrior: Business Tactics and Techniques from History's Twelve Greatest Generals, St. Martin's Griffin, 1998. ISBN 0-312-19535-4.
- (com Albert Nofi) The Pacific War Encyclopedia, Facts on File, 1998. ISBN 0-8160-3439-7.
- (com Albert Nofi) Dirty Little Secrets: American Military Information You're Not Supposed to Know, St. Martins Press, 1999. ISBN 0-312-19857-4.
- Dirty Little Secrets of the 20th Century: Myths, Misinformation, and Unknown Truths About the 20th Century, William Morrow, 1999. ISBN 0-688-17068-4.
- (com Albert Nofi) Victory and Deceit: Deception and Trickery at War, 2nd edition, Writers Club, 2001. ISBN 0-595-18405-7.
- (com Albert Nofi) Dirty Little Secrets of the Vietnam War: Military Information You're Not Supposed to Know, St. Martins Griffin, 2001. ISBN 0-312-25282-X.
- (com Raymond M. Macedonia) Getting It Right: American Military Reforms After Vietnam to the Gulf War and Beyond, 2nd edition, Writers Club, 2001. ISBN 0-595-18446-4.
- The Perfect Soldier. Citadel, 2004. ISBN 0-8065-2416-2.
- Foreword to H.G. Wells's Floor Games (Skirmisher, 2006)
- (com Austin Bay) A Quick & Dirty Guide to War: Briefings on Present and Potential Wars, 4th edition, Paladin, 2008. ISBN 978-158160-683-6.

## Jogos de sua autoria
- Jutland (1967)
- 1914 (1968)
- 1918 (1969)
- Anzio Beachhead (1969)
- Barbarossa (1969)
- Crete (1969)
- Deployment (1969)
- Flying Fortress (1969)
- Italy (1969)
- Korea (1969)
- Leipzig (1969)
- Normandy (1969)
- Tannenberg (1969)
- Up Against the Wall, Motherfucker! (1969)
- Bastogne (1970)
- Chicago, Chicago! (1970)
- PanzerBlitz (1970)
- Grenadier (1971)
- Kursk (1971)
- Lost Battles (1971)
- Origins of World War II (1971)
- Strategy I (1971)
- USN (1971)
- American Revolution (1972)
- Breakout and Pursuit (1972)
- Combat Command (1972)
- Flying Circus (1972)
- France '40 (1972)
- Franco-Prussian War (1972)
- Moscow Campaign (1972)
- Origins of World War I (1972)
- Outdoor Survival (1972)
- Red Star/White Star (1972)
- Turning Point (1972)
- Wilderness Campaign (1972)
- Year of the Rat (1972)
- Ardennes Offensive (1973)
- Battles of Bull Run (1973)
- CA (1973)
- Desert War (1973)
- El Alamein (1973)
- Foxbat & Phantom (1973)
- Kampfpanzer (1973)
- NATO (1973)
- Napoleon at Waterloo (1973)
- Panzer Armee Afrika (1973)
- Scrimmage (1973)
- Sinai (1973)
- Sniper! (1973)
- Solomons Campaign (1973)
- Spitfire (1973)
- World War Two (1973)
- American Civil War (1974)
- Combined Arms (1974)
- Frigate (1974)
- Operation Olympic (1974)
- Patrol (1974)
- Tank (1974)
- The East is Red (1974)
- War in the East (1974)
- Wolfpack (1974)
- Battle for Germany (1975)
- Global War (1975)
- Invasion America (1975)
- Mech War '77 (1975)
- Oil War (1975)
- Panzer '44 (1975)
- Sixth Fleet (1975)
- The Fast Carriers (1975)
- War in the Pacific (1975)
- World War 3 (1975)
- World War I (1975)
- Wurzburg (1975)
- FireFight (1976)
- Panzergroup Guderian (1976)
- Plot to Assassinate Hitler (1976)
- Revolt in the East (1976)
- Russian Civil War (1976)
- Strike Force (1976)
- War in Europe (1976)
- War in the West (1976)
- Fulda Gap (1977)
- Agincourt (1978)
- Brusilov (1978)
- Canadian Civil War (1978)
- The Next War (1978)
- Bulge (1979)
- Berlin '85 (1980)
- Dallas (1980)
- Demons (1980)
- Drive on Metz (1980)
- Empires of the Middle Ages (1980)
- Fifth Corps (1980)
- NATO Division Commander (1980)
- TimeTripper (1980)
- Wreck of the Pandora (1980)
- Light Infantry Division (1985)
- Tactical Combat Model (1985)
- Men-At-Arms (1990)
- Hundred Years War (1992)
- Victory at Sea (1992)